# Bomba a decompressione
Una bomba a decompressione, conosciuta anche come Zip bomb o Zip of Death, è un tipo di attacco denial of service. In particolare, si tratta di un archivio compresso malevolo, studiato per mandare in crash o rendere inutile il programma o il sistema che lo legge. È usato spesso per disabilitare un software antivirus, in maniera tale che un virus tradizionale possa poi inserirsi indisturbato nel sistema.
Piuttosto che dirottare le normali operazioni del programma, una bomba a decompressione permette al programma di funzionare normalmente, ma l'archivio è fatto in maniera tale che decomprimendolo (ad esempio per la scansione antivirus) esso richieda enormi quantità di tempo, spazio su disco e memoria.
Una bomba a decompressione è solitamente un file di ridotte dimensioni (poche centinaia di kB), per essere facilmente trasferito e non destare sospetti. Comunque, quando il file viene decompresso il suo contenuto è molto superiore a quanto il sistema possa supportare.
Il termine Zip bomb è stato probabilmente coniato nel luglio 2001, ma la stessa tecnica è stata usata fin da quando i programmi di compressione dati sono nati.
Al giorno d'oggi, molti programmi antivirus sono in grado di rilevare le bombe a decompressione ed evitano così di decomprimerle.
Un esempio di bomba a decompressione era il file 42.zip, che aveva dimensioni pari a 42 KB di dati compressi, contenente gruppi di 16 file zip annidati su sei livelli (contenenti ognuno 4,3 GB di file, per un totale di 4,5 PB di dati non compressi).